# El Papiol
El Papiol település Spanyolországban, Barcelona tartományban. Lakosainak száma 4363 fő (2024).

## Földrajza
El Papiol Sant Cugat del Vallès, Molins de Rei, Pallejà és Castellbisbal községekkel határos.

## Népesség
A település lakosságának változását az alábbi diagram mutatja:
| Lakosok száma | 211  | 1028 | 1159 | 2036 | 3064 | 3628 | 3900 | 4023 | 4145 | 4363 |
|               | 1717 | 1887 | 1936 | 1960 | 1986 | 2004 | 2009 | 2014 | 2019 | 2024 |